# Boxe nos Jogos Pan-Americanos de 2019 - Peso super-pesado
A categoria + 91 kg ou super-pesado do boxe nos Jogos Pan-Americanos de 2019, foi disputada entre 27 e 1 de agosto na Villa Desportiva Regional de Callao, no Coliseu Miguel Grau.

## Calendário
Horário local (UTC-5).
| Data        | Horário | Fase             |
| ----------- | ------- | ---------------- |
| 27 de julho | 14:00   | Quartas-de-final |
| 30 de julho | 13:00   | Semifinal        |
| 1 de agosto | 19:00   | Final            |

## Medalhistas
| Ouro   | CUB Dainier Pero                     |
| Prata  | COL Cristian Salcedo                 |
| Bronze | JAM Ricardo Brown USA Richard Torrez |

## Resultados
Os resultados foram os seguintes. 

### Chave
|  | Quartas de final         | Quartas de final         | Quartas de final |  |  | Semifinal              | Semifinal              | Semifinal          |   |                        | Final                  | Final | Final |
|  |                          |                          |                  |  |  |                        |                        |                    |   |                        |                        |       |       |
|  | Cristian Salcedo (COL)   | Cristian Salcedo (COL)   | 5                |  |  |                        |                        |                    |   |                        |                        |       |       |
|  | Nigel Paul (TRI)         | Nigel Paul (TRI)         | 0                |  |  | Cristian Salcedo (COL) | Cristian Salcedo (COL) | 5                  |   |                        |                        |       |       |
|  | Ricardo Brown (JAM)      | Ricardo Brown (JAM)      | 3                |  |  | Ricardo Brown (JAM)    | Ricardo Brown (JAM)    | 0                  |   |                        |                        |       |       |
|  | Darwin Rodríguez (NCA)   | Darwin Rodríguez (NCA)   | 2                |  |  |                        |                        |                    |   | Cristian Salcedo (COL) | Cristian Salcedo (COL) | 1     |       |
|  | Luis Muñoz Munayco (PER) | Luis Muñoz Munayco (PER) | 0                |  |  |                        | Dainier Pero (CUB)     | Dainier Pero (CUB) | 4 |                        |                        |       |       |
|  | Richard Torrez (USA)     | Richard Torrez (USA)     | 5                |  |  | Richard Torrez (USA)   | Richard Torrez (USA)   | 2                  |   |                        |                        |       |       |
|  | Cosme dos Santos (BRA)   | Cosme dos Santos (BRA)   | 0                |  |  | Dainier Pero (CUB)     | Dainier Pero (CUB)     | 3                  |   |                        |                        |       |       |
|  | Dainier Pero (CUB)       | Dainier Pero (CUB)       | 5                |  |  |                        |                        |                    |   |                        |                        |       |       |
|  |                          |                          |                  |  |  |                        |                        |                    |   |                        |                        |       |       |
|  |                          |                          |                  |  |  |                        |                        |                    |   |                        |                        |       |       |